# Euphorbia perangustifolia
Euphorbia perangustifolia är en törelväxtart som beskrevs av Susan Carter. Euphorbia perangustifolia ingår i släktet törlar, och familjen törelväxter. Inga underarter finns listade i Catalogue of Life.